# アイスランド中央銀行
アイスランド中央銀行（アイスランドちゅうおうぎんこう、アイスランド語: Seðlabanki Íslands、英語: Central Bank of Iceland）は、アイスランドの中央銀行。ランズバンキ銀行の中央銀行部門つまり、1927年からランズバンキ銀行が保有していた通貨発行権ならびに通貨政策を独立させることを、アイスランドの国会にあたるアルシングが1961年に決議したことでアイスランド中央銀行は創立された。

## 概要
アイスランド中央銀行は経済大臣の管轄下にあり、アイスランドの首相が任命した総裁及び副総裁、アルシングが任命した任期7年の7人の監査役会のメンバーによって運営される。アイスランド中央銀行はアイスランド・クローナの通貨発行権を独占し、アイスランドの外貨準備を管理しているが、1986年の中央銀行法によりアイスランド中央銀行が商業銀行や貯蓄銀行の利子率を監督する権限は無くなっている。
名目上はアイスランド中央銀行は独立しているものの、歴史的にアイスランド政府の政策に追随するよう期待されていた。しかし、2001年3月に変動相場制を導入して以降、アイスランド中央銀行は消費者物価指数が前年同月比+2.5%を目標にインフレターゲット政策を採用している（変動幅は2001年は1-6%、2002年は1-4.5%、2003年からは2.5%からプラスマイナス1.5%）。しかし、物価上昇に対し2001年から2007年の間では、誘導目標を下回ったのは2003年のみで政策として、機能していなかった。